# Rafaël Dias
Rafaël Dias (Couilha, 29 gennaio 1991) è un calciatore portoghese, centrocampista del Besançon.